# Gynoplistia melancholica
Gynoplistia melancholica là một loài ruồi trong họ Limoniidae. Chúng phân bố ở miền Australasia.